# Christiaan Snouck Hurgronje

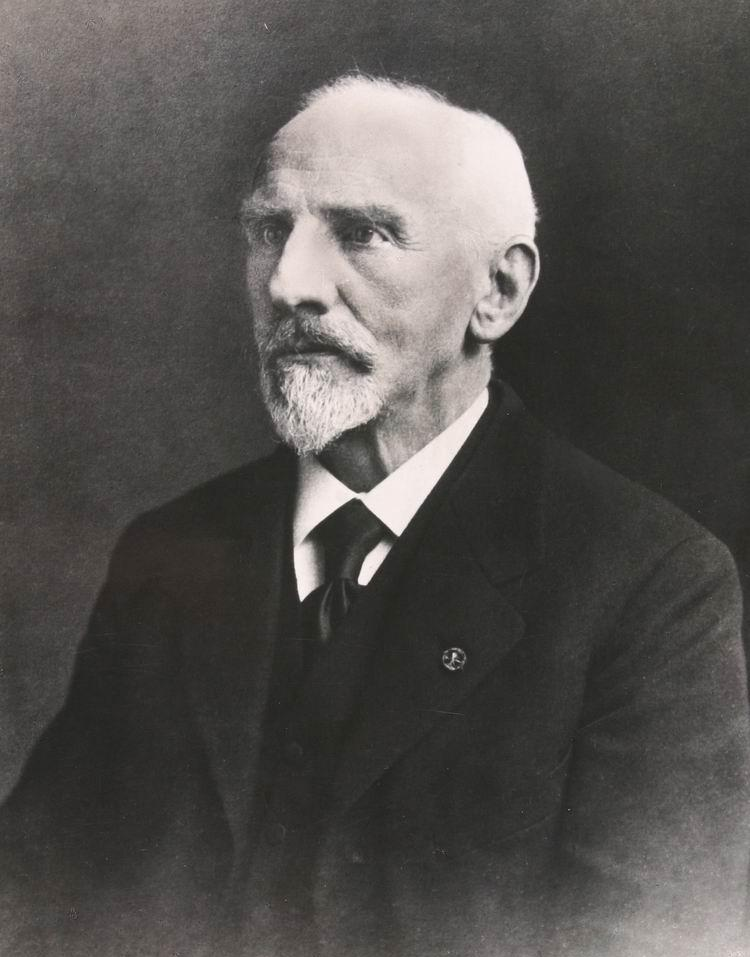
Christiaan Snouck Hurgronje

Christiaan Snouck Hurgronje (ur. 8 lutego 1857 w Oosterhout, zm. 26 czerwca 1936 w Lejdzie) – holenderski uczony, badacz kultur i języków orientalnych, Doradca do spraw Ludności Miejscowej przy holenderskich władzach kolonialnych w Holenderskich Indiach Wschodnich.

## Życiorys
W 1874 podjął studia teologii na Uniwersytecie w Lejdzie. Uzyskał stopień doktora w Lejdzie w 1880 za pracę pt. „Het Mekkaansche Feest” (Mekkańskie uroczystości religijne). W 1881 został profesorem w Szkole Kolonialnej Administracji Cywilnej w Lejdzie. Odwiedził Mekkę w 1884–1885 jako jeden z pierwszych uczonych zachodnich, badających kultury orientalne. W 1889 został profesorem języka malajskiego na uniwersytecie w Lejdzie i doradcą rządu holenderskiego do spraw kolonii. Jest autorem przeszło 1400 prac na temat sytuacji w Aceh i sytuacji muzułmanów w Holenderskich Indiach Wschodnich, oraz o służbie cywilnej w koloniach i nacjonalizmie. Był członkiem Królewskiej Holenderskiej Akademii Sztuk i Nauk.
Jako doradca J. B. van Heutsza, brał udział w końcowej części wojny w Aceh. Wykorzystywał swoją wiedzę na temat kultury islamu do opracowywania strategii, w sposób znaczący przyczyniając się do stłumienia oporu mieszkańców Aceh i narzucenia im holenderskich rządów kolonialnych. Szacuje się, że w wyniku tych działań wojennych zginęło 50–100 tysięcy ludności miejscowej, a około milion odniosło rany.

## Wybrana bibliografia
- Het Mekkaansche feest [Mekkańskie uroczystości świąteczne], Leiden: E.J. Brill, 1880 (praca doktorska).
- Mekkanische Sprichwörter und Redensarten [Mekkańskie przysłowia i wyrażenia], 1886
- De beteekenis van den Islam voor zijne belijders in Oost-Indie [Znaczenie islamu dla jego wyznawców w Indiach Wschodnich], 1883
- Mr. L. W. C. van den Berg’s beoefening van het mohammedanisch recht [Praktyka prawa muzułmańskiego według Van der Berga], 1884
- Der Mahdi, 1885
- Mohamm. recht en rechtswetenschap [Mahometańskie prawo i prawoznawstwo], 1886
- De Islam, 1887
- De Fikh en de vergelijkende rechtswetenschap [Fikh i prawoznawstwo komparatystyczne], 1886
- Contributions récentes à la connaissance de l’Islam [Wkład współczesny do wiedzy o islamie], 1886
- Mekka (dt.) 2 Bde. + Bilderatlas. Haag: Nijhoff 1888-89 (Facsimilereprint 2006 im Verlag Fines Mundi)
  - Bd. 1 Die Stadt und ihre Herren [Miasto i jego władcy] 1888
  - Bd. 2 Aus dem heutigen Leben [Z życia codziennego] 1889
  - Bilderatlas [Album] 1888